# 仪花
仪花（学名：Lysidice rhodostegia）为豆科仪花属的植物。分布在越南以及中国大陆的广东、云南等地，生长于海拔130米至500米的地区，常生长在路旁、灌丛、山地丛林中或山谷溪边，目前有少量人工引种栽培，例如香港屯門楊小坑錦簇公園可見。

## 别名
单刀根（广西）

## 外部連結
- 儀花 Yihua（页面存档备份，存于） 藥用植物圖像資料庫 (香港浸會大學中醫藥學院) （繁體中文）（英文）